# Rhamnales
En el sistema de Cronquist de clasificación científica de los vegetales, Rhamnales era un orden de plantas dicotiledóneas que incluía tres familias bien representadas en las zonas templadas. Generalmente leñosas, muchas trepadoras, algunas hierbas. Tiene siempre un disco nectarífero intraestaminal, que procede del verticilo interno de los estambres, los que quedan son epipétalos. La diferenciación entre familias por el número de óvulos por lóculo, Vitaceae, con 2 óvulos por lóculo y Rhamnaceae, con 1 óvulo por lóculo.
Las investigaciones filogenéticas modernas han separado a las ramnáceas, hoy consideradas parte del orden Rosales, de las dos familias restantes; estas últimas se consideran las únicas en el orden Vitales.
- Datos: Q2118512
- Multimedia: Rhamnales / Q2118512